# Chroicocephalus

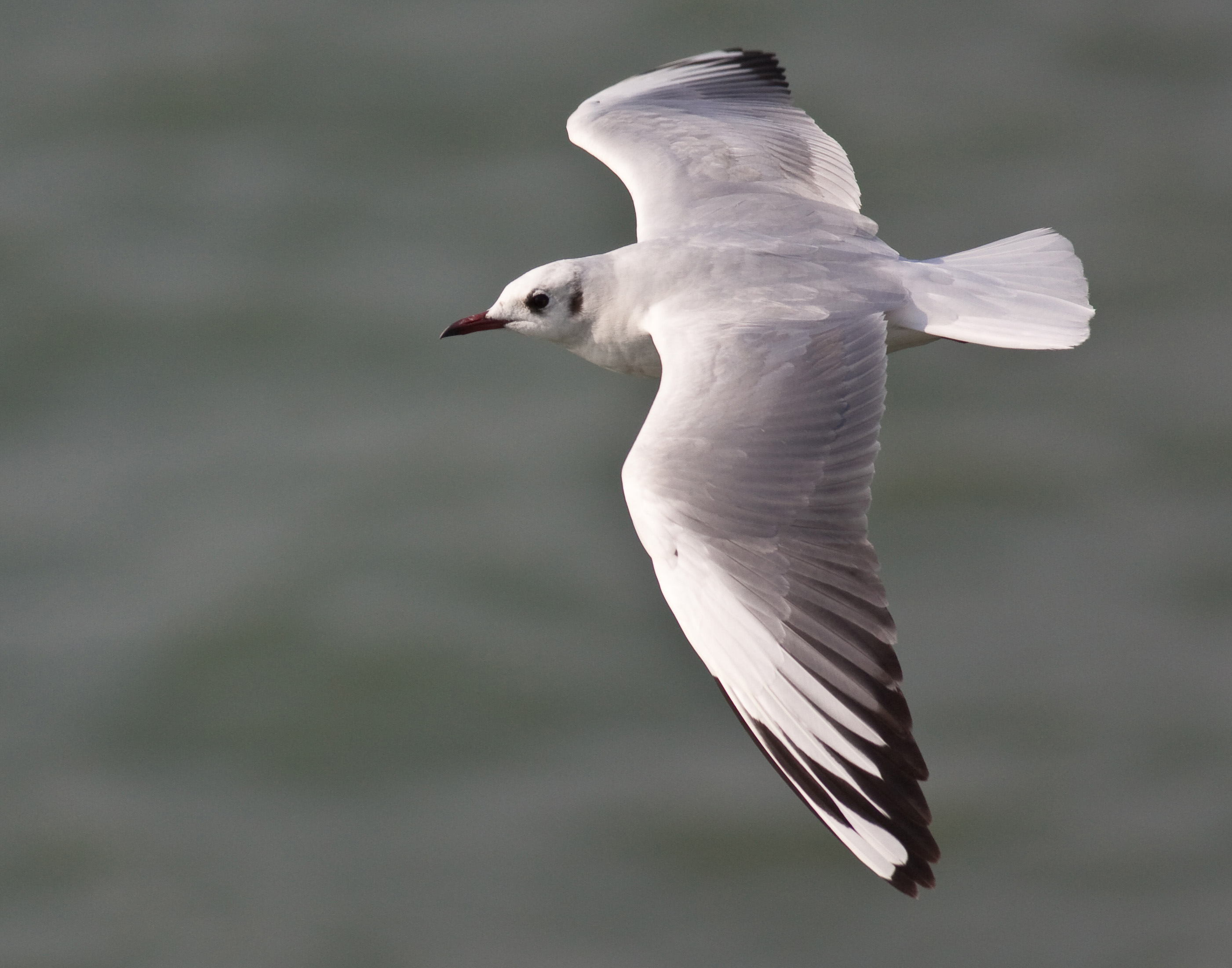
Bei dieser fliegenden Braunkopfmöwe im Winterkleid ist der gattungstypische weiße Keil auf dem Vorderflügel und das Fehlen eines breiten, weißen Flügelhinterrandes gut zu erkennen.

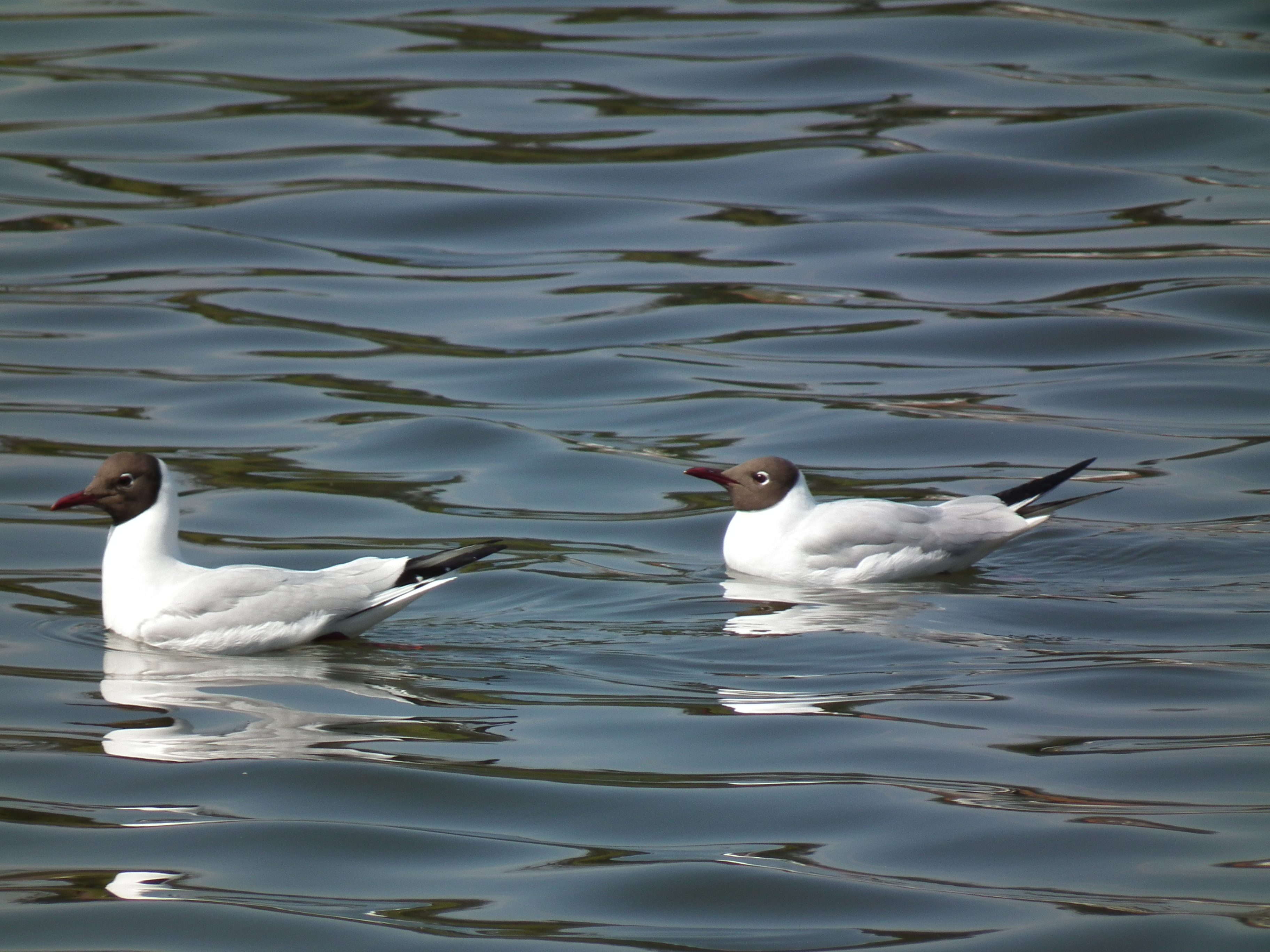
Zwei schwimmende Lachmöwen im Brutkleid

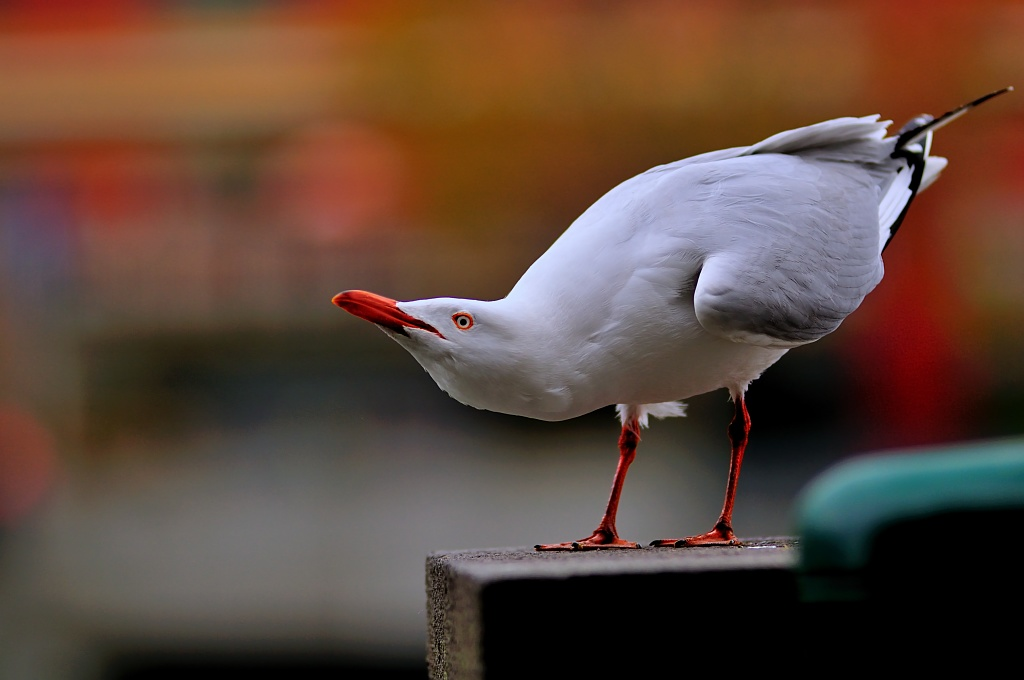
Aggressive Vorwärtspose bei einer Silberkopfmöwe (Chroicocephalus novaehollandiae)

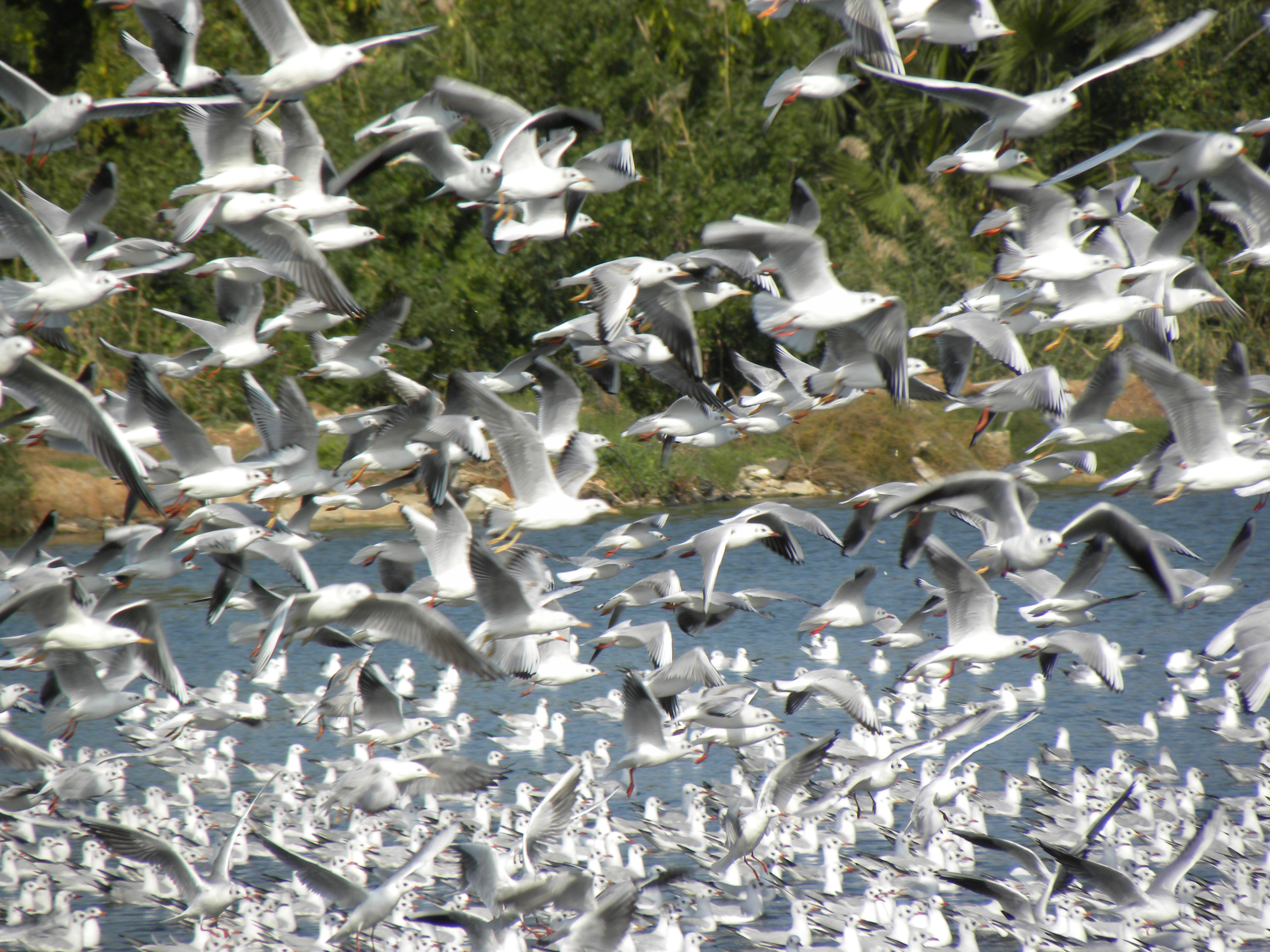
Ein sehr großer Schwarm aus Lachmöwen und Dünnschnabelmöwen (Chroicocephalus genei)

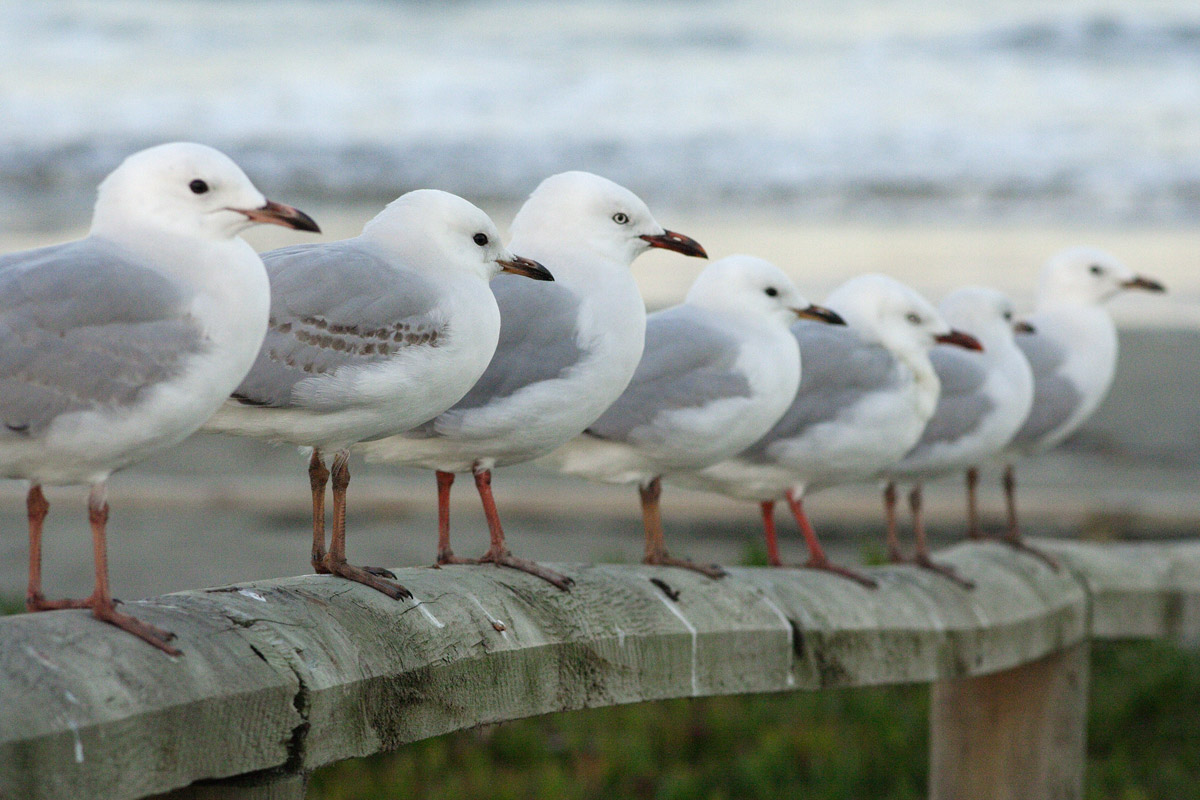
Eine Ansammlung von Rotschnabelmöwen (Chroicocephalus scopulinus)

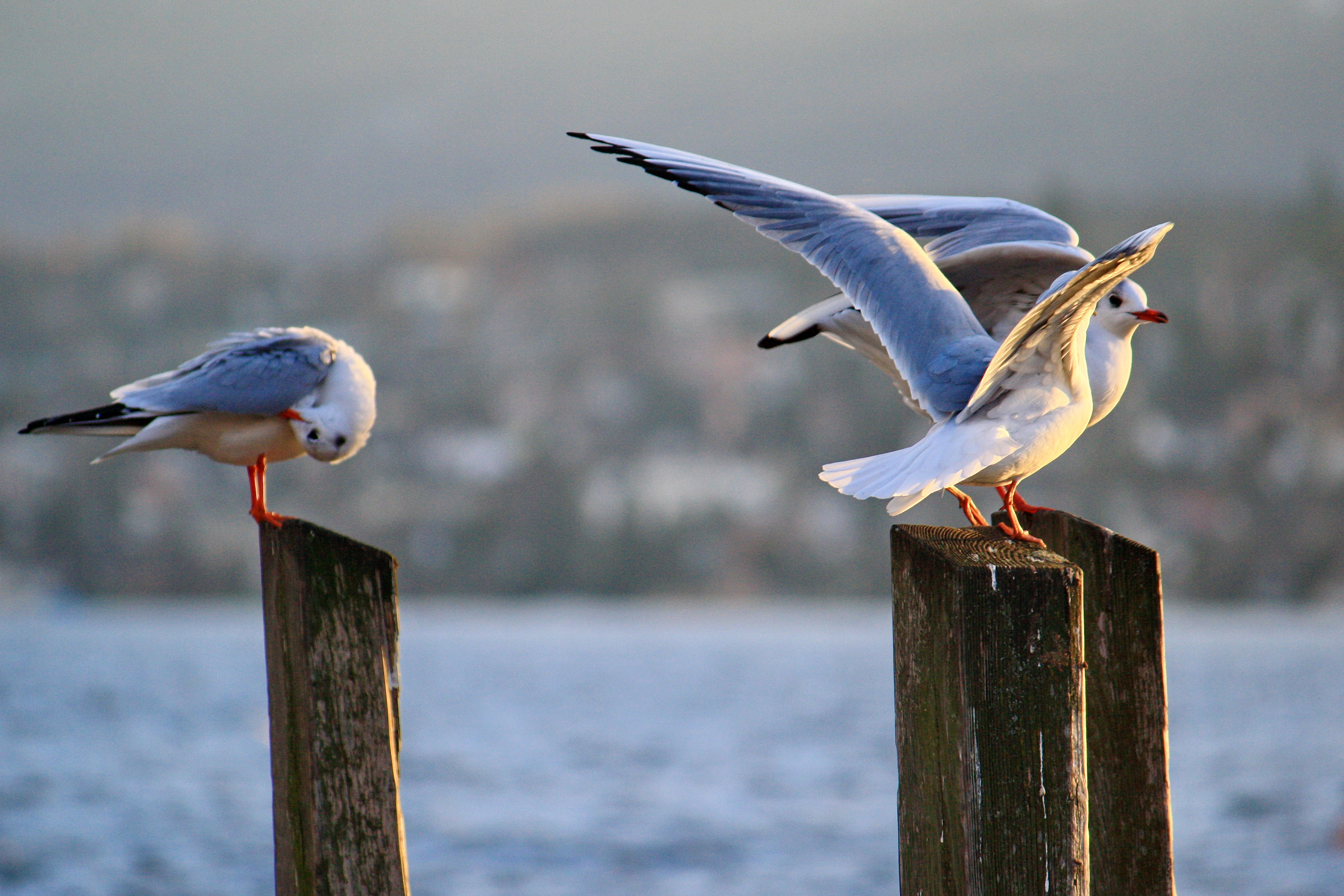
Lachmöwen (Chroicocephalus ridibundus) auf Pfählen

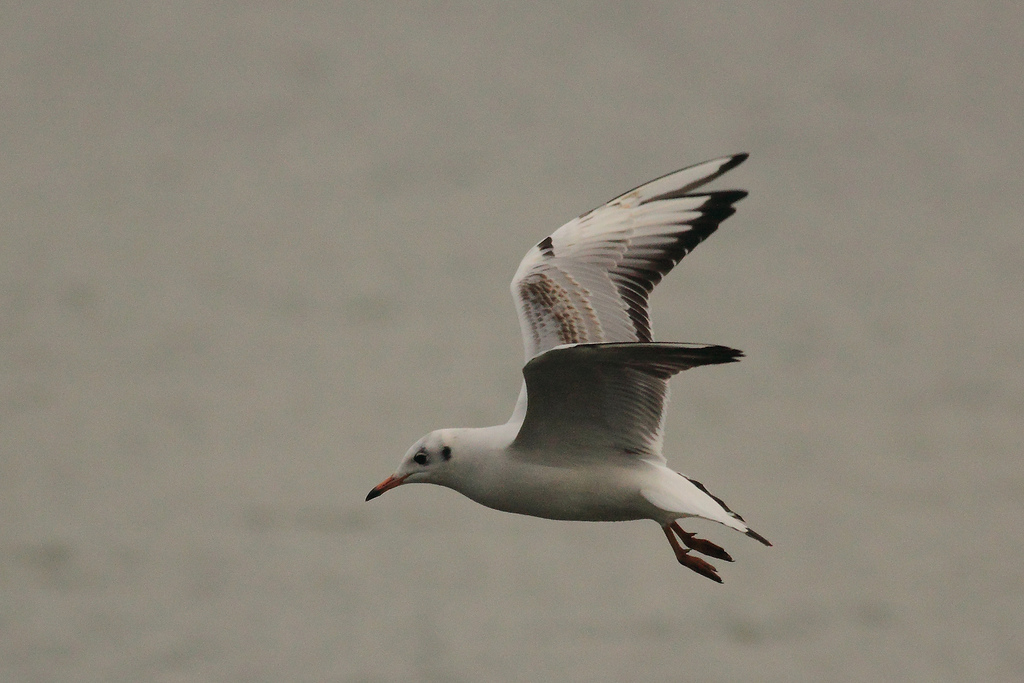
Junge Lachmöwe im Flug

Chroicocephalus ist eine Gattung der Möwen, die nach einer taxonomischen Neugliederung der Familie der Laridae nach 2005 von der Gattung Larus abgegliedert wurde. Sie beinhaltet zwölf relativ kleine bis mittelgroße Möwenarten. Die Gattung ist weltweit verbreitet, vier Arten finden sich auf der Nordhalbkugel, die übrigen haben ihren Verbreitungsschwerpunkt in der südlichen Hemisphäre. Eine Art, die Graukopfmöwe, kommt sowohl in Afrika als auch in Südamerika vor.
Charakteristisch für einige Arten der Gattung ist die im Brutkleid dunkle Kopfkappe; bei einigen anderen ist sie heller oder nur angedeutet, bei einigen fehlt sie ganz. Auch bei den Gattungen Leucophaeus und Ichthyaethus gibt es dunkle Kopfkappen, es wurde daher eine nahe Verwandtschaft zwischen diesen Gruppen angenommen. Genetische Untersuchungen ergaben aber, dass dieses Merkmal zur Bestimmung der verwandtschaftlichen Verhältnisse ungeeignet ist. Es handelt sich um ein sehr ursprüngliches Merkmal der Möwen, das bei einigen Arten erhalten blieb, bei anderen aber abgelegt wurde. Dies geschah mehrfach im Laufe der Stammesgeschichte und sogar sehr nahe verwandte Arten wie die Lachmöwe und die Hartlaubmöwe können sich in dieser Hinsicht unterscheiden.
Die Zugehörigkeit der in einigen Merkmalen stark abweichenden Saundersmöwe (Chroicocephalus saundersi) zu dieser Gattung ist umstritten. Genetische Untersuchungen legen nahe, dass dieses Taxon in eine eigene Gattung (Saundersilarus) gehört. Dies wurde bislang aber nicht offiziell anerkannt. Die beiden Arten Silberkopfmöwe (Chroicocephalus novaehollandiae) und Rotschnabelmöwe (Chroicocephalus scopulinus) wurden, wie auch früher die Hartlaubmöwe (Chroicocephalus hartlaubii), lange Zeit als Unterarten einer Art angesehen. Heute wird im Allgemeinen allen drei Taxa Artstatus zugebilligt.

## Beschreibung
Die Arten der Gattung Chroicocephalus sind relativ kleine bis mittelgroße, leicht gebaute bis mittelmäßig kräftige Möwen. Die kleinste und leichteste Art ist mit einer Körperlänge von 28–30 cm und einem Gewicht von 170–230 g die Bonapartemöwe, die größte und kräftigste mit einer Körperlänge von 44–48 cm und einem Gewicht von etwa 478 g die Andenmöwe.
Der Schnabel der Chroicocephalus-Arten ist relativ lang, schlank bis mittelkräftig und nicht sehr hoch, seitlich flach mit relativ langer Spitze und relativ flachem Gonyswinkel. Die Gonys ist nur leicht gekrümmt bis nahezu gerade. Das Nasenloch ist tropfenförmig und auf dem basalen Teil des Schnabels gelegen. Der Schnabel ist rot, braun oder schwarz gefärbt. Flecken oder Binden kommen nicht vor, nicht selten ist die Schnabelspitze schwarz. Die Füße und Beine sind rötlich oder braun.
Sechs Arten der Gattung zeigen im Brutkleid eine dunkle Kopfkappe. Diese spart im Unterschied zu der anderer Gattungen den hinteren Kopf und Nacken aus, so dass diese Partie weiß bleibt. Bei der Graukopfmöwe ist die Kappe grau, bei der Hartlaubmöwe als feiner Rand angedeutet. Bei den übrigen vier Arten fehlt sie. Das Auge zeigt entweder eine helle, gelbliche bis weißliche oder eine braune Iris. Der schmale, oft farbige Orbitalring fällt bei vielen Arten kaum auf. Bei den Arten mit dunklen Kopfkappen kontrastieren meist die weißen Lider.
Mantel, Rücken und Flügeloberseiten sind bei allen Arten hellgrau. Der breite, weiße Flügelhinterrand, der für die Larus-Arten typisch ist, fehlt; es ist allenfalls eine helle Kante vorhanden. Dafür befindet sich auf dem distalen Teil des Handflügels, beginnend am Flügelbug, immer ein weißes, keilförmiges Feld. Die Schwarzverteilung des Handschwingenmusters variiert sehr. Bei den meisten Arten finden sich schwarze Subterminal- oder Endbinden unterschiedlicher Ausdehnung. Die Unterseite des Handflügels ist meist zu einem großen Teil schwärzlich. Der weiße Schwanz ist relativ gerade abgeschnitten. Bei immaturen Vögeln zeigt er eine schwarze Binde.

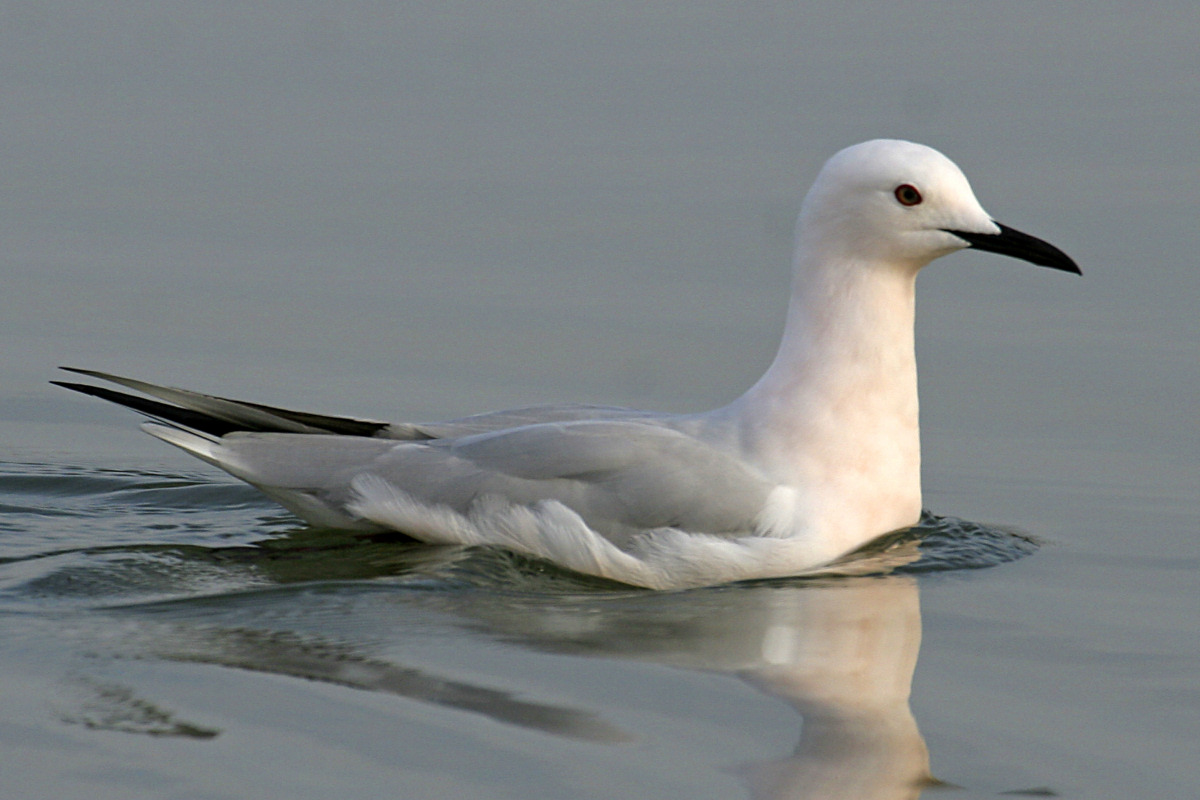
Dünnschnabelmöwe im Brutkleid
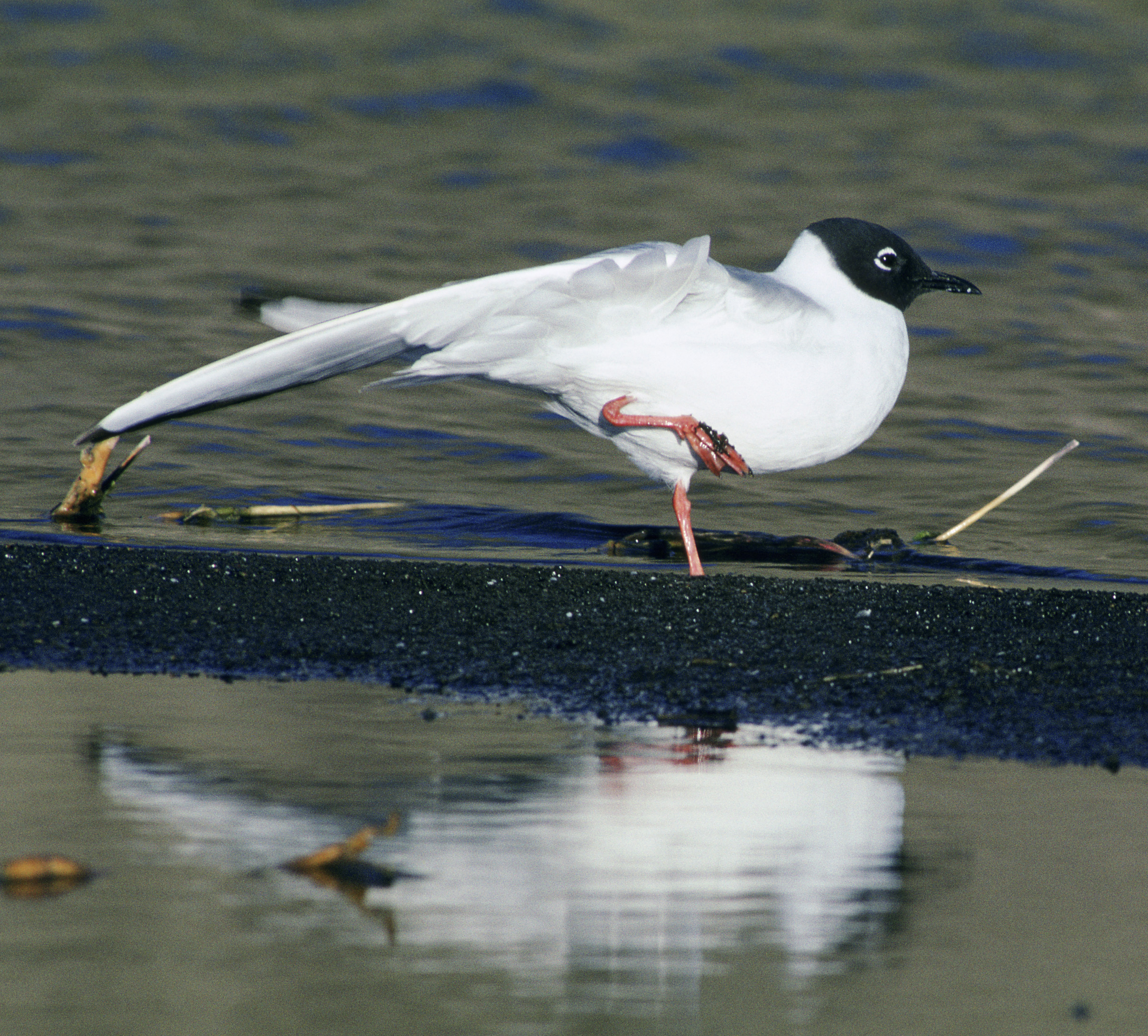
Bonapartemöwe
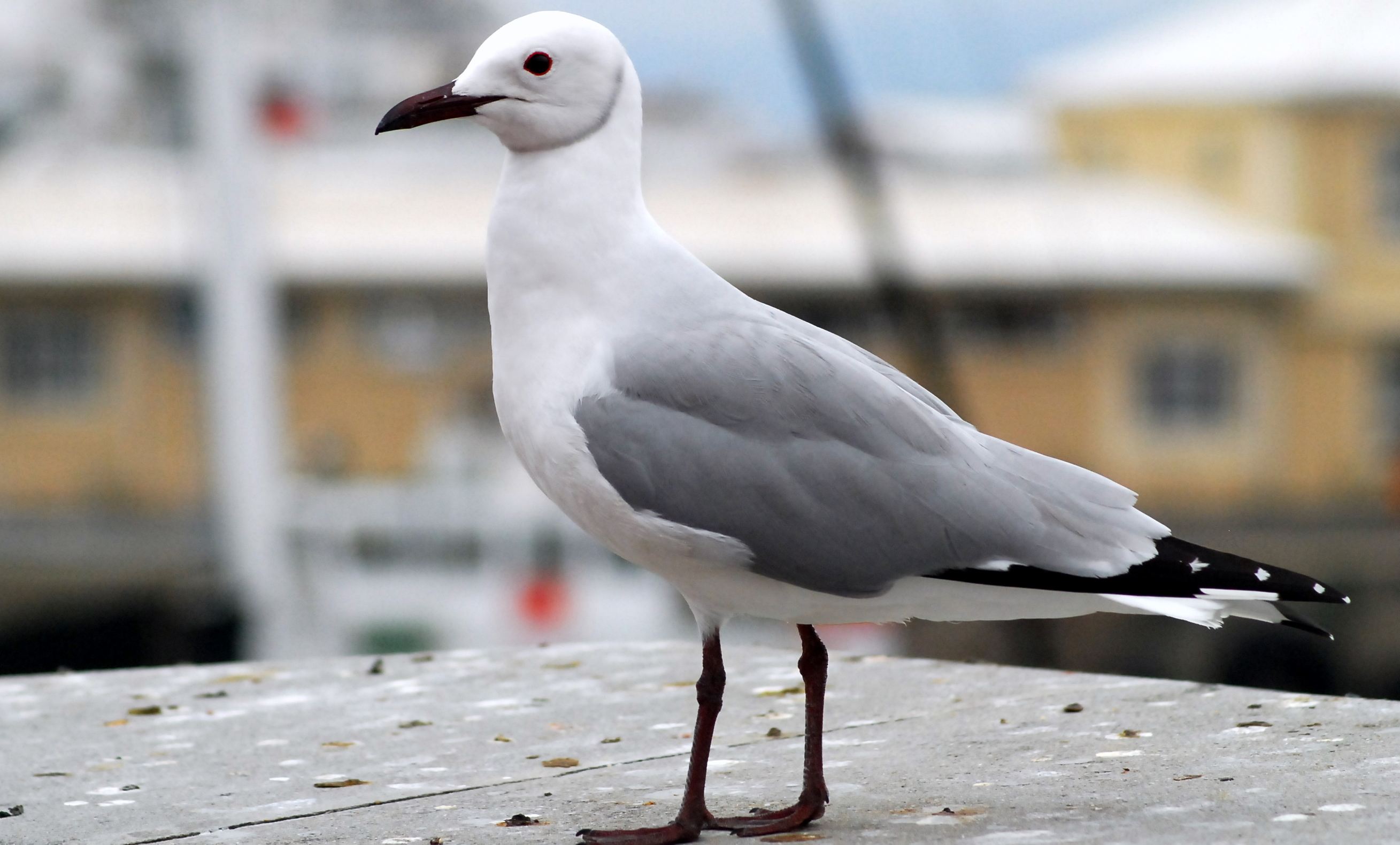
Hartlaubmöwe
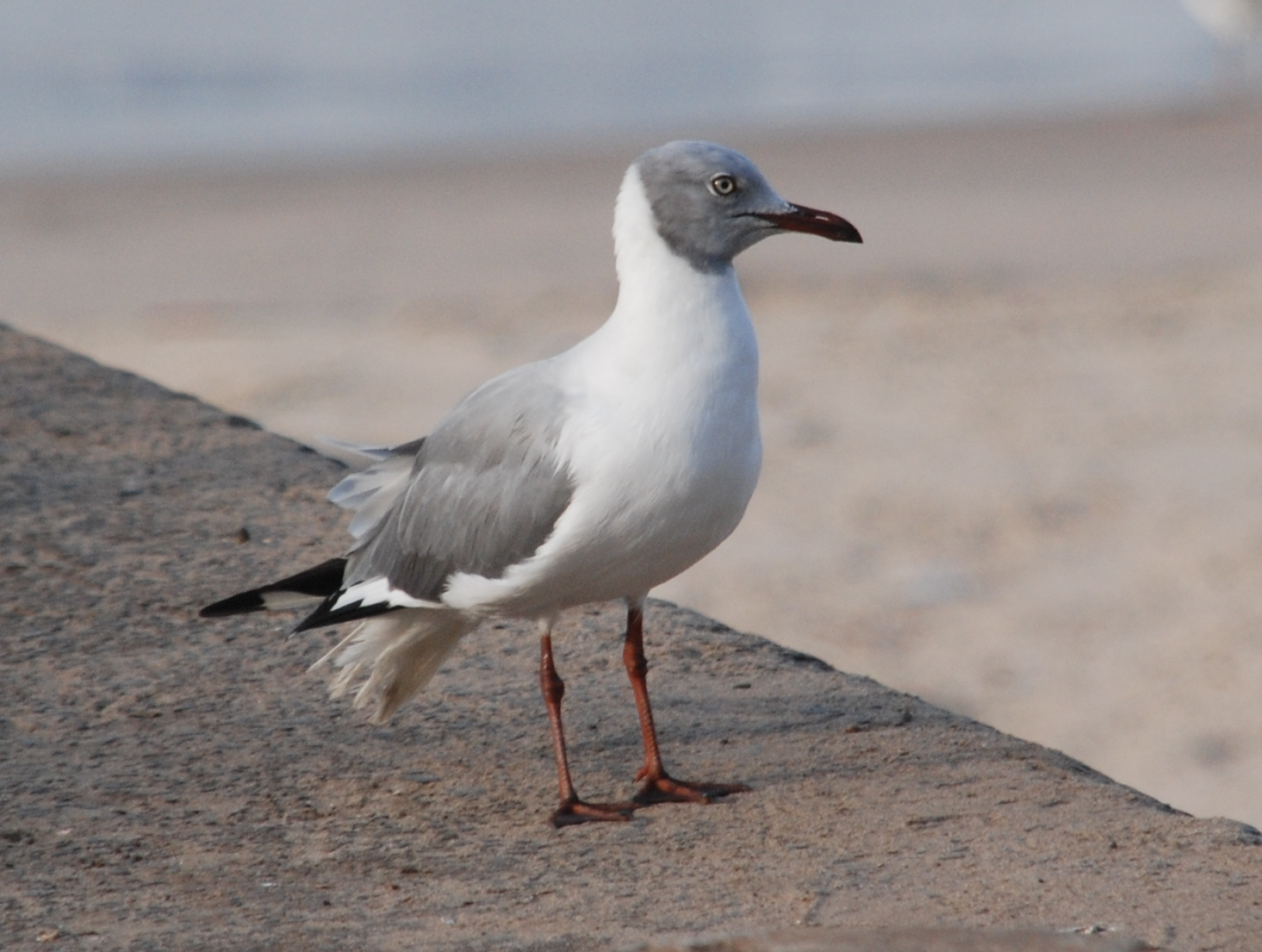
Graukopfmöwe

## Systematik

### Externe Systematik
Ein Großteil aller Möwenarten stand lange in der Gattung Larus und obwohl bereits zuvor einige Versuche von taxonomischen Neugliederungen der Laridae unternommen wurden, fand eine Aufteilung in mehrere Gattungen erst breitere Anerkennung, nachdem 2005 umfangreiche genetische Befunde vorlagen.
Bereits im Jahr 2000 hatten Untersuchungen der mitochondrialen DNA nahegelegt, dass es sich bei der bestehenden Definition der Gattung um ein Polyphylum handelt. Es stellte sich heraus, dass die Lachmöwe und verwandte Arten („masked species“) nicht so nahe mit den anderen Formen der Gattung verwandt sind wie angenommen. Zu den letzteren zählen die Silbermöwen-Verwandten („white headed species“), die Gruppe um die Schwarzkopfmöwe („black headed species“) und einige schwarzköpfige Formen der neuen Welt (z. B. die Aztekenmöwe, „hooded species“). Vielmehr stehen die Arten um die Lachmöwe verwandtschaftlich am anderen Ende der Gruppe der Möwen, während die Arten, die lange zuvor schon in eigene Gattungen gestellt worden waren (z. B. die Dreizehenmöwe, die Schwalbenmöwe oder die Elfenbeinmöwe), zwischen den beiden Gruppen stehen, was sich im Kladogramm wie folgt darstellt:
|  | Pagophila (Elfenbeinmöwe) |
|  |                           |
|  | Xema (Schwalbenmöwe)      |
|  |                           |

|  | \| \| Larus (u. a. Silbermöwe) \| \| \| \| \| \| Ichthyaethus (u. a. Schwarzkopfmöwe) \| \| \| \| |
|  |                                                                                                   |
|  | Leucophaeus (u. a. Aztekenmöwe)                                                                   |
|  |                                                                                                   |
|  | Larus (u. a. Silbermöwe)                                                                          |
|  |                                                                                                   |
|  | Ichthyaethus (u. a. Schwarzkopfmöwe)                                                              |
|  |                                                                                                   |

|  | Larus (u. a. Silbermöwe)             |
|  |                                      |
|  | Ichthyaethus (u. a. Schwarzkopfmöwe) |
|  |                                      |

Da im Jahr 2000 nicht alle Arten berücksichtigt worden waren, fand 2005 eine weitere, weitaus umfangreichere Untersuchung mit DNA-Proben von allen 53 zu der Zeit anerkannten Möwenarten statt. Obwohl darin zwar nicht alle phylogenetischen Gegebenheiten geklärt werden konnten, kristallisierten sich mehrere gut gegeneinander abgegrenzte Gruppen heraus. Diese waren zwar teils schon im 20. Jahrhundert als Subgenera identifiziert worden, es ergaben sich aber einige überraschende Erkenntnisse über die genaue Zusammensetzung dieser Gruppen. Als Resultat schlugen die Autoren der Untersuchung vor, einige der im 19. Jahrhundert aufgestellten Gattungen, die nur noch als Subgenus-Namen anerkannt waren, wieder aufzugreifen und die bestehende Gattung Larus in die Gattungen Chroicocephalus (z. B. Lachmöwe), Ichthyaethus (z. B. Fischmöwe), Hydrocoloeus (Zwergmöwe) und Leucophaeus (z. B. Blutschnabelmöwe) aufzugliedern, bzw. nur die „weißköpfigen Arten“ („white headed species“) in der Gattung Larus zu belassen. Einige Institutionen wie der International Ornithological Congress, die American Ornithologists’ Union, die British Ornithologists’ Union und das South American Classification Committee sind dem bereits gefolgt.

### Interne Systematik
Bereits 1959 fasste Martin Moynihan die hier als Gattung aufgeführten Arten aufgrund von Verhaltensmerkmalen und Morphologie als Masked Gulls zusammen. 2005 wurden die internen Verwandtschaftsverhältnisse dieser Gruppe genetisch genauer untersucht. Es ergab sich zum einen die Monophylie dieser Gruppe, zum anderen aber (wie zuvor schon aufgrund anderer Studien vermutet), dass sich zwei Taxa der Nordhalbkugel – die Dünnschnabelmöwe und die Bonapartemöwe – relativ früh von der übrigen Gruppe abgespalten haben. Bei den übrigen handelt es sich um eine Gruppe, die fast ausschließlich auf der Südhalbkugel vorkommen. Eine Ausnahme ist die Lachmöwe, die große Teile der Paläarktis besiedelt, aber dennoch in die Gruppe der südlichen Taxa verwandtschaftlich eingebettet zu sein scheint. Die vermutlich nahe verwandte Braunkopf-Lachmöwe, ebenfalls auf der Nordhalbkugel vertreten, fehlte in der Studie. Die Verwandtschaftsverhältnisse stellten sich im Detail wie folgt dar (Namen wurden gegenüber der Studie aktualisiert):
|  | \| \| Hartlaubmöwe (Chroicocephalus hartlaubi) \| \| \| \| \| \| Graukopfmöwe, afrikanische Unterart (Chroicocephalus c. poiocephalus) \| \| \| \| |
|  | |
|  | Graukopfmöwe, südamerikanische Unterart (Chroicocephalus c. cirrocephalus)                                                                         |
|  | |
|  | Hartlaubmöwe (Chroicocephalus hartlaubi) |
|  | |
|  | Graukopfmöwe, afrikanische Unterart (Chroicocephalus c. poiocephalus)                                                                              |
|  | |

|  | Hartlaubmöwe (Chroicocephalus hartlaubi)                              |
|  |                                                                       |
|  | Graukopfmöwe, afrikanische Unterart (Chroicocephalus c. poiocephalus) |
|  |                                                                       |

|  | \| \| Hartlaubmöwe (Chroicocephalus hartlaubi) \| \| \| \| \| \| Graukopfmöwe, afrikanische Unterart (Chroicocephalus c. poiocephalus) \| \| \| \| |
|  | |
|  | Graukopfmöwe, südamerikanische Unterart (Chroicocephalus c. cirrocephalus)                                                                         |
|  | |
|  | Hartlaubmöwe (Chroicocephalus hartlaubi) |
|  | |
|  | Graukopfmöwe, afrikanische Unterart (Chroicocephalus c. poiocephalus)                                                                              |
|  | |

|  | Hartlaubmöwe (Chroicocephalus hartlaubi)                              |
|  |                                                                       |
|  | Graukopfmöwe, afrikanische Unterart (Chroicocephalus c. poiocephalus) |
|  |                                                                       |

|  | \| \| Silberkopfmöwe (Chroicocephalus novaehollandiae) \| \| \| \| \| \| Rotschnabelmöwe (Chroicocephalus scopulinus) \| \| \| \| |
|  | |
|  | Maorimöwe (Chroicocephalus bulleri)                                                                                               |
|  | |
|  | Silberkopfmöwe (Chroicocephalus novaehollandiae)                                                                                  |
|  | |
|  | Rotschnabelmöwe (Chroicocephalus scopulinus)                                                                                      |
|  | |

|  | Silberkopfmöwe (Chroicocephalus novaehollandiae) |
|  |                                                  |
|  | Rotschnabelmöwe (Chroicocephalus scopulinus)     |
|  |                                                  |

|  | \| \| Hartlaubmöwe (Chroicocephalus hartlaubi) \| \| \| \| \| \| Graukopfmöwe, afrikanische Unterart (Chroicocephalus c. poiocephalus) \| \| \| \| |
|  | |
|  | Graukopfmöwe, südamerikanische Unterart (Chroicocephalus c. cirrocephalus)                                                                         |
|  | |
|  | Hartlaubmöwe (Chroicocephalus hartlaubi) |
|  | |
|  | Graukopfmöwe, afrikanische Unterart (Chroicocephalus c. poiocephalus)                                                                              |
|  | |

|  | Hartlaubmöwe (Chroicocephalus hartlaubi)                              |
|  |                                                                       |
|  | Graukopfmöwe, afrikanische Unterart (Chroicocephalus c. poiocephalus) |
|  |                                                                       |

|  | \| \| Hartlaubmöwe (Chroicocephalus hartlaubi) \| \| \| \| \| \| Graukopfmöwe, afrikanische Unterart (Chroicocephalus c. poiocephalus) \| \| \| \| |
|  | |
|  | Graukopfmöwe, südamerikanische Unterart (Chroicocephalus c. cirrocephalus)                                                                         |
|  | |
|  | Hartlaubmöwe (Chroicocephalus hartlaubi) |
|  | |
|  | Graukopfmöwe, afrikanische Unterart (Chroicocephalus c. poiocephalus)                                                                              |
|  | |

|  | Hartlaubmöwe (Chroicocephalus hartlaubi)                              |
|  |                                                                       |
|  | Graukopfmöwe, afrikanische Unterart (Chroicocephalus c. poiocephalus) |
|  |                                                                       |

|  | \| \| Silberkopfmöwe (Chroicocephalus novaehollandiae) \| \| \| \| \| \| Rotschnabelmöwe (Chroicocephalus scopulinus) \| \| \| \| |
|  | |
|  | Maorimöwe (Chroicocephalus bulleri)                                                                                               |
|  | |
|  | Silberkopfmöwe (Chroicocephalus novaehollandiae)                                                                                  |
|  | |
|  | Rotschnabelmöwe (Chroicocephalus scopulinus)                                                                                      |
|  | |

|  | Silberkopfmöwe (Chroicocephalus novaehollandiae) |
|  |                                                  |
|  | Rotschnabelmöwe (Chroicocephalus scopulinus)     |
|  |                                                  |

|  | \| \| Hartlaubmöwe (Chroicocephalus hartlaubi) \| \| \| \| \| \| Graukopfmöwe, afrikanische Unterart (Chroicocephalus c. poiocephalus) \| \| \| \| |
|  | |
|  | Graukopfmöwe, südamerikanische Unterart (Chroicocephalus c. cirrocephalus)                                                                         |
|  | |
|  | Hartlaubmöwe (Chroicocephalus hartlaubi) |
|  | |
|  | Graukopfmöwe, afrikanische Unterart (Chroicocephalus c. poiocephalus)                                                                              |
|  | |

|  | Hartlaubmöwe (Chroicocephalus hartlaubi)                              |
|  |                                                                       |
|  | Graukopfmöwe, afrikanische Unterart (Chroicocephalus c. poiocephalus) |
|  |                                                                       |

|  | \| \| Hartlaubmöwe (Chroicocephalus hartlaubi) \| \| \| \| \| \| Graukopfmöwe, afrikanische Unterart (Chroicocephalus c. poiocephalus) \| \| \| \| |
|  | |
|  | Graukopfmöwe, südamerikanische Unterart (Chroicocephalus c. cirrocephalus)                                                                         |
|  | |
|  | Hartlaubmöwe (Chroicocephalus hartlaubi) |
|  | |
|  | Graukopfmöwe, afrikanische Unterart (Chroicocephalus c. poiocephalus)                                                                              |
|  | |

|  | Hartlaubmöwe (Chroicocephalus hartlaubi)                              |
|  |                                                                       |
|  | Graukopfmöwe, afrikanische Unterart (Chroicocephalus c. poiocephalus) |
|  |                                                                       |

|  | \| \| Silberkopfmöwe (Chroicocephalus novaehollandiae) \| \| \| \| \| \| Rotschnabelmöwe (Chroicocephalus scopulinus) \| \| \| \| |
|  | |
|  | Maorimöwe (Chroicocephalus bulleri)                                                                                               |
|  | |
|  | Silberkopfmöwe (Chroicocephalus novaehollandiae)                                                                                  |
|  | |
|  | Rotschnabelmöwe (Chroicocephalus scopulinus)                                                                                      |
|  | |

|  | Silberkopfmöwe (Chroicocephalus novaehollandiae) |
|  |                                                  |
|  | Rotschnabelmöwe (Chroicocephalus scopulinus)     |
|  |                                                  |

|  | \| \| Hartlaubmöwe (Chroicocephalus hartlaubi) \| \| \| \| \| \| Graukopfmöwe, afrikanische Unterart (Chroicocephalus c. poiocephalus) \| \| \| \| |
|  | |
|  | Graukopfmöwe, südamerikanische Unterart (Chroicocephalus c. cirrocephalus)                                                                         |
|  | |
|  | Hartlaubmöwe (Chroicocephalus hartlaubi) |
|  | |
|  | Graukopfmöwe, afrikanische Unterart (Chroicocephalus c. poiocephalus)                                                                              |
|  | |

|  | Hartlaubmöwe (Chroicocephalus hartlaubi)                              |
|  |                                                                       |
|  | Graukopfmöwe, afrikanische Unterart (Chroicocephalus c. poiocephalus) |
|  |                                                                       |

|  | \| \| Hartlaubmöwe (Chroicocephalus hartlaubi) \| \| \| \| \| \| Graukopfmöwe, afrikanische Unterart (Chroicocephalus c. poiocephalus) \| \| \| \| |
|  | |
|  | Graukopfmöwe, südamerikanische Unterart (Chroicocephalus c. cirrocephalus)                                                                         |
|  | |
|  | Hartlaubmöwe (Chroicocephalus hartlaubi) |
|  | |
|  | Graukopfmöwe, afrikanische Unterart (Chroicocephalus c. poiocephalus)                                                                              |
|  | |

|  | Hartlaubmöwe (Chroicocephalus hartlaubi)                              |
|  |                                                                       |
|  | Graukopfmöwe, afrikanische Unterart (Chroicocephalus c. poiocephalus) |
|  |                                                                       |

|  | \| \| Silberkopfmöwe (Chroicocephalus novaehollandiae) \| \| \| \| \| \| Rotschnabelmöwe (Chroicocephalus scopulinus) \| \| \| \| |
|  | |
|  | Maorimöwe (Chroicocephalus bulleri)                                                                                               |
|  | |
|  | Silberkopfmöwe (Chroicocephalus novaehollandiae)                                                                                  |
|  | |
|  | Rotschnabelmöwe (Chroicocephalus scopulinus)                                                                                      |
|  | |

|  | Silberkopfmöwe (Chroicocephalus novaehollandiae) |
|  |                                                  |
|  | Rotschnabelmöwe (Chroicocephalus scopulinus)     |
|  |                                                  |

|  | Bonapartemöwe (Chroicocephalus philadelphia) |
|  |                                              |
|  | Dünnschnabelmöwe (Chroicocephalus genei)     |
|  |                                              |

Die Autoren setzen dieses Kladogramm zudem zu zeitlichen Schätzungen in Bezug. Danach hätten sich Dünnschnabel- und Bonapartemöwe vor etwa 1,85 Mio. Jahren abgespalten und ein Vorfahre der südlichen Gruppe Südamerika besiedelt. Die weitere Radiation erfolgte dann in relativ kurzer Zeit. Von Südamerika aus wurden vermutlich in der Zeit zwischen 0,55 und 0,38 Mio. Jahren Afrika und darauf die Nordhalbkugel sowie der Australische Raum besiedelt. Hier fand im Zeitraum zwischen 0,24 Mio. und 0,13 Mio. Jahren eine weitere Radiation statt. Vor angenommenen 0,07 Mio. Jahren wurde dann ein zweites Mal von Südamerika aus Afrika besiedelt. Hierbei entstand die afrikanische Unterart der Graukopfmöwe.

## Arten
- Dünnschnabelmöwe (Chroicocephalus genei)
- Bonapartemöwe (Chroicocephalus philadelphia)
- Rotschnabelmöwe (Chroicocephalus scopulinus)
- Silberkopfmöwe (Chroicocephalus novaehollandiae)
- Maorimöwe (Chroicocephalus bulleri)
- Andenmöwe (Chroicocephalus serranus)
- Braunkopfmöwe (Chroicocephalus brunnicephalus)
- Patagonienmöwe (Chroicocephalus maculipennis)
- Lachmöwe (Chroicocephalus ridibundus)
- Graukopfmöwe (Chroicocephalus cirrocephalus)
- Hartlaubmöwe (Chroicocephalus hartlaubii)